# Las Piedras, Durango
Las Piedras är en ort i Mexiko.   Den ligger i kommunen Lerdo och delstaten Durango, i den centrala delen av landet, 800 km nordväst om huvudstaden Mexico City. Las Piedras ligger 1 153 meter över havet och antalet invånare är 630.
Terrängen runt Las Piedras är kuperad söderut, men norrut är den platt. Runt Las Piedras är det ganska glesbefolkat, med 47 invånare per kvadratkilometer. Närmaste större samhälle är Torreón, 16,9 km öster om Las Piedras. Omgivningarna runt Las Piedras är i huvudsak ett öppet busklandskap.